# Møntherre
En møntherre er indehaver af retten til at slå mønt. I Danmark har møntprægning traditionelt været et regale, dvs. et kongeligt privilegium, men også kirken har i dele af middelalderen haft del i møntretten, ligesom enkelte byer selv har ladet præge mønter.
 Der er for få eller ingen kildehenvisninger i denne artikel, hvilket er et problem. Du kan hjælpe ved at angive troværdige kilder til de påstande, som fremføres i artiklen.

| Artikelstump | Spire Denne artikel om penge eller valuta er en spire som bør udbygges. Du er velkommen til at hjælpe Wikipedia ved at udvide den. |